# Led Zeppelin: A dal ugyanaz marad
Ha az azonos című albumra kíváncsi: The Song Remains the Same.
Ha a dalra: The Song Remains the Same (dal).
A Led Zeppelin: A dal ugyanaz marad (The Song Remains the Same) a Led Zeppelin koncertfilmje. A filmet a Houses of the Holy 1973-as turnéján, a New York-i Madison Square Gardenben adott három koncerten (július 27-29.) forgatták. A premier 1976. október 21-éna a New York-i Cinema I-ben volt, Londonban két héttel később mutatták be. 
Videón 1990. október 25-én, DVD-n pedig 1999. december 31-én adták ki.

## Háttér és a forgatás
A Led Zeppelin tagjai már 1969 vége óta tervezték, hogy egy későbbi dokumentumfilmhez filmre veszik egyik koncertjüket. Menedzserük, Peter Grant úgy gondolta, hogy a televízióban leadandó anyagnál hasznosabb lenne egy mozifilm, mivel annak sokkal jobb a hangminősége. Az első koncert, amit felvettek, az 1970. január 9-ei Royal Albert Hallbeli fellépésük volt, de nem voltak elégedettek a világosítással, a film pedig évekig porosodott (később felújították, és felkerült a 2003-as Led Zeppelin DVD-re). A forgatással legközelebb az 1970. június 28-án megrendezett szabadtéri Bath Festivalon próbálkoztak, de műsoruknak csak egy részét vették fel, és azzal sem voltak megelégedve.
1973. július 20-án reggel Jimmy Page és Peter Grant felhívta Joe Massot filmrendezőt, aki a Wonderwall című filmet is rendezte. Grant már ismerte Massotot, aki feleségével 1970-ben Page és barátnője, Charlotte szomszédja lett. Massot korábban már felajánlotta, hogy filmet forgat a zenekarról, de Grant mindig visszautasította; az 1973-as észak-amerikai turné sikere nyomán viszont meggondolta magát, és Massotra bízta a rendezői teendőket, aki elvállalta a feladatot, és 1973. július 23-ára, az észak-amerikai turné utolsó szakaszának kezdetére összeszedett egy stábot. Ezután 1973. július 27-én, 28-án és 29-én filmre vette a Madison Square Gardenben adott három koncertet. A film minden költségét a zenekar állta. A filmet 35mm-es kamerával, 24 sávos kvadrofon hangzással forgatták. A három koncert felvétele összesen 85 000 dollárba került.
Grantnek nem tetszett, ahogy a film utómunkálatai haladtak, ezért 1974 elején Massot helyett az ausztrál Peter Cliftont kérte fel új rendezőnek. Miután látta, hogy a koncertfelvételből mennyi hiányzik, Clifton azt javasolta, hogy 1974 augusztusában, a Shepperton Studiosban, az MSG színpadának másolatán vegyék újra az egész koncertet. Így a tagokról készült közeli és távoli felvételeket már összevághatták a film nagy részét kitevő valódi koncertfelvételekkel. Tervezték, hogy az 1975 őszén esedékes észak-amerikai turné egy részét is filmre veszik, de ezt Robert Plant rodoszi autóbalesete lehetetlenné tette. A film végül 1976 elején készült el, 18 hónap késéssel és rengeteg ráfizetéssel. Peter Grant epés megfogalmazása szerint „ez volt minden idők legdrágább házimozija”. Az film bevétele az első héten 200 000 dollár volt.

## A fantázia-jelenetek
Massot a zenekar tagjaival, valamint Peter Granttel és Richard Cole-lal több „fantázia-jelenetet” forgatott, hogy bemutassa a négy zenész személyiségét. A jelenetek a következők:
- Peter Grant és Richard Cole két bérgyilkost alakított, akik egy 1928-as Pierce-Arrow-val a sussexi Hammerwood Parkba hajtottak. Roy Harper a multinacionális cégek találkozóján egy „kapzsi milliomost” szerepében látható. Grant és Cole bérgyilkos-szerepe a zenekar érdekében meghozott szigorú döntéseiket szimbolizálja. Július 24-én Baltimoreban azt is filmre vették, amikor Grant a kalózfelvételek elleni védekezés hiánya miatt lehordta a koncert rendezőit. Július 29-én, este negyed nyolckor észrevették, hogy a New York-i Drake Hotel páncélszekrényéből hiányzik 203 000 dollárnyi, jegyeladásból származó készpénz. Az esetről szóló sajtótájékoztató egyes részletei szintén bekerültek a filmbe.
- John Paul Jones először Mo nevű feleségével látható, amint két kislányának, Tamarának és Jacindának a Babszem Jankót olvassa fel. Ezután telefonon hívják, hogy csatlakozzon a zenekarhoz az amerikai koncertre. A jelenet a Doctor Syn című film történetét is felidézi, melyben egy maszkot viselő úr, akit Madárijesztőként ismernek, éjjelente három társával kilovagol, majd napkeltekor mint önmaga tér haza családjához. A másik három lovas a zenekar többi tagját jelképezi. A jelenetet 1973 októberében forgatták, az aláfestő zene a "No Quarter".
- Robert Plant feleségével, Maureennel és két gyermekével, Carmennel és Karac-kal walesi farmján pihen. Fantázia-jelenetében egy lovagot alakít, aki kiszabadít egy szőke hercegnőt (Virginia Parker). A küldetés a Szent Grál keresését szimbolizálja. A vívást a walesi Raglan Castleben, a vízi, lovas és tengerparti részeket pedig Aberdoveyben forgatták, 1973 októberében. Aláfestő zene: "The Song Remains the Same", "The Rain Song".

## A film epizódjai
1. Mob Rubout
2. Big Apple Credits
3. Country Life ("Autumn Lake")
4. New York ("Bron-Yr-Aur")
5. "Rock and Roll"
6. "Black Dog"
7. "Since I've Been Loving You"
8. "No Quarter"
9. Who's Responsible?
10. "The Song Remains the Same"
11. "The Rain Song"
12. Fire and Sword
13. Capturing the Castle
14. Not Quite Backstage Pass
15. "Dazed and Confused"
16. Strung Out
17. Magic in the Night
18. Gate Crasher
19. No Comment
20. "Stairway to Heaven"
21. "Moby Dick"
22. Country Squire Bonham
23. "Heartbreaker"
24. Grand Theft
25. "Whole Lotta Love"
26. End Credits

## Szereplők
- Jimmy Page
- Robert Plant
- John Paul Jones
- John Bonham
- Peter Grant
- Richard Cole
- Derek Skilton
- Colin Rigdon

## Stáb
- Peter Grant – produkciós vezető
- Jimmy Page – producer, zenei szerkesztő, hangkeverés
- Joe Massot – rendező
- Peter Clifton – rendező
- Ernie Day – operatőr
- Robert Freeman – operatőr
- David Gladwell – vágó
- Eddie Kramer – hangmérnök
- Shelly – speciális effektek
- Ian Knight – vizuális effektek és világosítás
- Kirby Wyatt – vizuális effektek és világosítás
- Brian Condliffe – technikus
- Mick Hinton – technikus
- Benji Le Fevre – technikus
- Ray Thomas – technikus
- Led Zeppelin – zene
- Cameron Crowe – jegyzetek

## Külső hivatkozások
- The Garden Tapes (angolul)
- The Song Remains the Same a PORT.hu-n (magyarul)